# إسماعيل غوتيريز
إسماعيل غوتيريز (بالإسبانية: Ismael Gutiérrez) هو لاعب كرة قدم إسباني في مركز الوسط، ولد في 7 أغسطس 2000 في لوس بالاسيوس ذ فيلافرانكا في إسبانيا. لعب مع ديبورتيفو ألافيس.

## وصلات خارجية
- إسماعيل غوتيريز على موقع قاعدة بيانات كرة القدم.إي يو (الإنجليزية)
- إسماعيل غوتيريز على موقع Soccerway.com (الإنجليزية)